# 안드레아 보듀스
안드레아 보듀스(Andrea Bordeaux, 1987년 3월 31일 ~ )는 영화배우, 텔레비전 배우이다.
텍사스주에서 태어났다.

## 영화
- 헬로 아이 머스트 비 고잉 (2012년)